# ハヴィリリッチー
ハヴィリ リッチー（HAVILI Richie、1988年4月16日 - ）は、ジャパンラグビーリーグワン横浜キヤノンイーグルスに所属するラグビー選手。

## プロフィール
- トンガ出身[1]。
- ポジションはセンター(CTB)。
- 身長 178 cm、体重 92 kg
- ニックネームはリッチー。
- 旧名「カウフシ・リチャード」[2]。
- トンガサムライXVスコッドに選ばれたことがある[3]。
- U20トンガ代表に選ばれたことがある。

## 略歴
5歳からラグビーを始めた。
トンガ・カレッジ、花園大学、六甲ファイティングブルを経て、2013年、NTTコミュニケーションズシャイニングアークス(現・NTTコミュニケーションズ シャイニングアークス東京ベイ浦安)に加入。
2014年1月11日に行われたジャパンラグビートップリーグ2ndステージ第6節のコカ・コーラウエストレッドスパークス戦にて先発出場で日本での公式戦初出場を果たした。
2015年、キヤノンイーグルス(現・横浜キヤノンイーグルス)に加入。